# 鲬囊双吸虫
鲬囊双吸虫（学名：Didymozoon platycephali）为囊双科囊双吸虫属的动物。在中国大陆，分布于黄海等海域，营寄生生活，寄生部位为鳃弓。该物种的模式产地在山东烟台。